# Martin Oberhauser

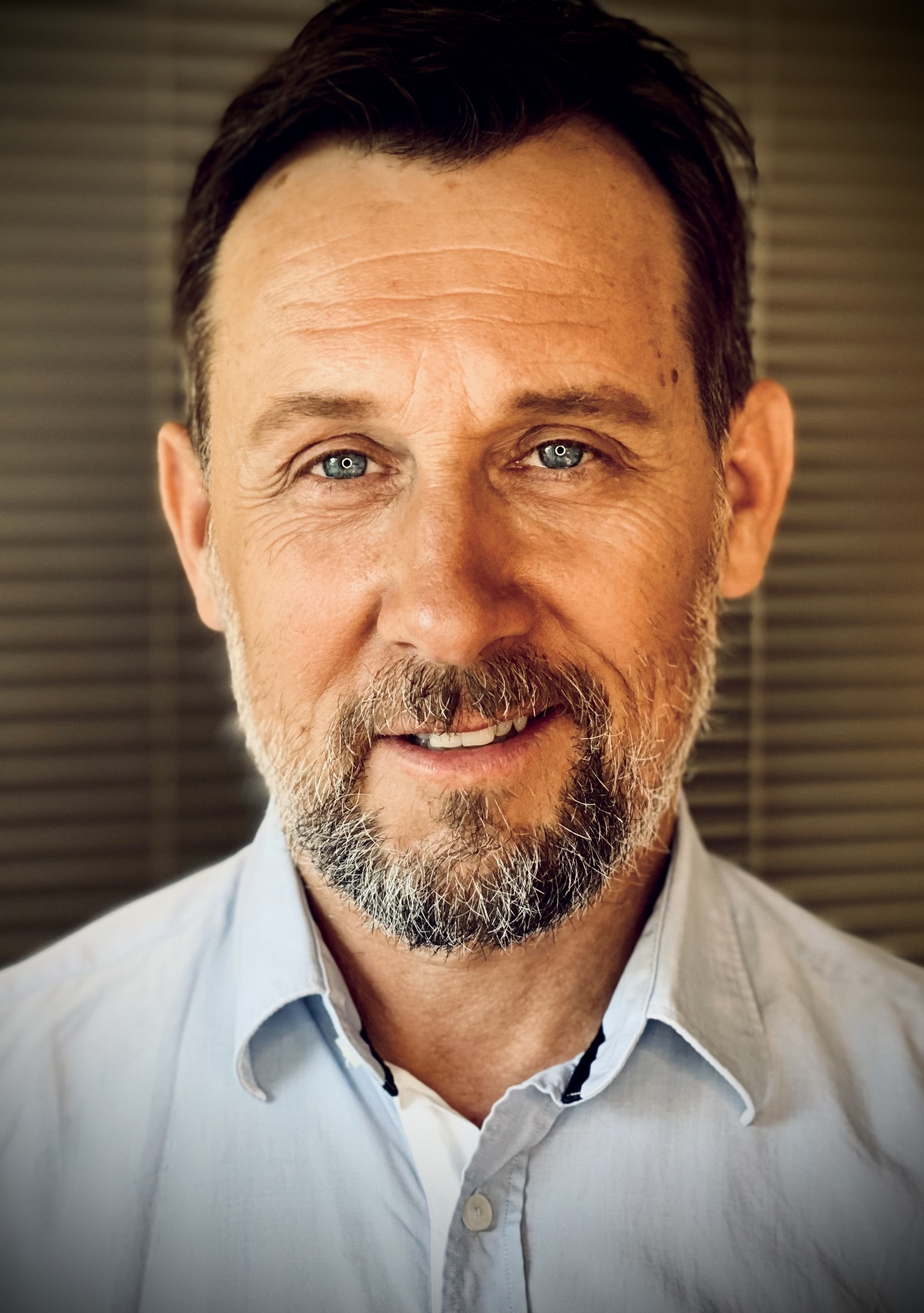
Martin Oberhauser (2021)

Martin Oberhauser (* 15. November 1970 in Wien) ist ein österreichischer Sänger, Schauspieler und Kabarettist.

## Leben
Martin Oberhauser wuchs in Stadlau, am Stadtrand von Wien auf. Nach seinem Abschluss in der Fachrichtung Maschinenbau 1991 am Technologischen Gewerbemuseum, folgte ein Publizistik- und Politologie-Studium an der Universität Wien. Als Student arbeitete er nebenbei in den unterschiedlichsten Jobs. So war er u. a. Bademeister, Sägewerksmonteur, Busfahrer, Apothekentestkäufer, Schneeschaufler, Technischer Zeichner oder verpackte in einer Bäckerei Dosenbrot fürs Bundesheer.
Während dieser Zeit bemerkte er sein Interesse für das „Menschendarstellen“. Er nahm Schauspielstunden und spielte neben Mischa Fernbach und Christoph Fälbl seine erste Rolle: Eine Leiche (Mödling, Regie: Erika Mottl).
Es blieb vorerst bei diesem einmaligen Ausflug in die Theaterwelt. Nach der Scheidung seiner ersten Ehe brach er auch das Publizistikstudium ab und arbeitete die darauffolgenden Jahre als Techniker. Als „Spätberufener“ nahm er dann ab dem Jahr 2001 wieder privaten Schauspiel- und Gesangsunterricht – u. a. bei Adi Straßmayr, Karl Wozek und Erhard Pauer und absolvierte 2003 die Bühnenreifeprüfung der Paritätischen Kommission.
2002 spielte er seine erste Hauptrolle in „Einer flog über das Kuckucksnest“ am Theater des Augenblicks (TdA) in Wien. Im selben Jahr begann er, sich einerseits mit Improvisationstheater zu beschäftigen und andererseits eigene Stücke zu entwickeln. So schrieb und produzierte er gemeinsam mit Eberhard Wagner sein erstes Kabarettprogramm „Zwei Seelen – Eine Welt“. Seit dieser Zeit schreibt er auch Lieder und Songtexte und Drehbücher.
In den folgenden Jahren spielte er in zahlreichen Produktionen der freien Theaterszene, sowie u. a. im Theater in der Josefstadt, Wiener Metropol, Stockerau Festspiele, Stadttheater Wien, MQ Wien, Bühne im Hof, Akzent Wien, Stadttheater Berndorf, Wachaufestspiele, Tschauner Bühne und auf der Rosenburg.
Seit 2009 widmet er sich zusätzlich auch vermehrt TV- und Kinoproduktionen.
So hatte er 2010 seine erste Serienhauptrolle in „Eine Couch für alle“ unter der Regie von Reinhard Schwabenitzky. Des Weiteren spielte er bislang im Fernsehen u. a. in „Schnell ermittelt“, „Tatort“, „Oben ohne“, „Das Glück dieser Erde“, „Willkommen in Wien“, „Der Kardinal“, „SOKO Donau“, in Paul Harathers „Schlawiner II“, sowie in einer Folge von „Inga Lindström“ und in der ersten Staffel der SKY Serie „DRIFT“. Im Kino war er u. a. in "Der letzte Sommer der Reichen", „Furcht und Zittern“, „Anfang 80“ und in Karl Markovics „Atmen“ zu sehen.
In der Webserie „Horvathslos“ von Seiler & Speer spielte Martin Oberhauser die Kunstfigur Johann Hirflinger.
Im Kabarett stand er 2012 mit Alfons Haider in „Himmel, Hölle, Haider“ auf der Bühne. Zwischen 2011 und 2020 produzierte und spielte er gemeinsam mit Nina Blum die Kabarettprogramme „Sex & Reden“, „Schlaflose Nächte“ und „Jetzt oder nie“. 2014 feierte er mit seinem ersten Solokabarett „MY FALL – Die Welt ist ein Kabarett“ Premiere und zwischen 2016 und 2019 tourte er gemeinsam mit Chris Oliver mit dem Rat Pack Programm „Night & Day“ durch Österreich.
Als „Sven Sation“ war Martin Oberhauser von 2018 bis 2020 der Anchorman von telering.
Martin Oberhauser hat eine Tochter und einen Sohn.

## Theater
- 2000: Hamlet (TdA, Wien); Regie: Karl Wozek
- 2000: Hamletmaschine (Kabelwerk, Wien); Regie: Hubsi Kramar
- 2001: Ödipus in der Kaserne (Kabelwerk, Wien); Regie: Karl Wozek
- 2001: Nestroys Baldachin (Arena, Wien); Regie: Karl Wozek
- 2001: Umerziehung – Ein kurzer Prozess (Visionale, Wien); Regie: Karl Wozek
- 2002: (K) Einer flog über das Kuckucksnest (TdA, Wien); Regie: Karl Wozek
- 2003: Die Unterrichtsstunde (Theaterbrett, Wien); Regie: Frank Röpke
- 2003: Theatersport (Bühne im Hof, St. Pölten); Regie & Leitung: Erhard Pauer
- 2004: Das große Fressen (WUK, Wien); Regie: Michael Schubert
- 2004: Die heilige Johanna (Kabelwerk, Wien); Regie: Karl Wozek
- 2005: Antigone (HB, Wien); Regie: Erhard Pauer
- 2005: Mirandolina (Theatersommer Weitra); Regie: Marius Schiener
- 2005: Auf hoher See & Noch einen letzten (Pygmalion, Wien); Regie: M. Stankovsky und K. Raubal
- 2006: Amsterdam (MQ, Wien); Regie: Karl Wozek
- 2006: Moni… (Niedermair, Wien); Regie: Michaela Obertscheider
- 2006: Ein Duft von Blumen (Volksliedwerk, Wien); Regie: Erhard Pauer
- 2006: Liebestoll (Ateliertheater, Wien); Regie: Franz Becke
- 2007: Fatima (WUK, Wien); Regie: Karl Wozek
- 2007: Kasimir und Karolina (Stadttheater Wien); Erhard Pauer
- 2007: Joe & Julie (Metropol, Wien); Regie: Erhard Pauer
- 2007: Blut (Schikaneder, Wien); Regie: Karl Wozek
- 2008: Die Unbekannte aus der Seine (Moulin Rouge, Wien); Regie: Erhard Pauer
- 2008: Afrika im Keller (Dschungel, Wien); Regie: Karl Wozek
- 2009: Die Judith von Shimoda (Theater in der Josefstadt); Regie: Heribert Sasse[2]
- 2009: Ein Kind unserer Zeit (TAG, Wien); Regie: Karl Wozek
- 2009: Märchenkarussell (Märchensommer, Poysbrunn); Regie: Nina Blum
- 2009: Der lebende Adventkalender (Dschungel, Wien); Regie: Karl Wozek
- 2010: Victor / Victoria (OA Festival Stockerau); Regie: Gabriel Barylli
- 2011: Sucht Quartier: (Kabelwerk, Wien); Regie: Karl Wozek
- 2011: Anamey (Märchensommer Poysbrunn); Regie: Nina Blum
- 2012: Keinohrhasen (Stadttheater Berndorf u. a.); Regie: Claudia Jüptner-Jonstorff
- 2013: Malanda (Märchensommer Poysbrunn); Regie: Nina Blum
- 2016: Alonso (Schaubühne Wien); Regie: Martin Gesslbauer
- 2016: Kalender Girls (Rosenburg); Regie: Marcus Ganser
- 2017: Schlag auf Schlag (Dschungel Wien u. a.); Regie: Karl Wozek
- 2017: Schlafzimmergäste (Rosenburg); Regie: Marcus Ganser
- 2018: Gschichten aus dem Wienerwald (Wachaufestspiele Weißenkirchen); Regie: Martin Gesslbauer
- 2019: Hotel Tschauner (Tschauner Bühne, Wien); Regie: Andy Halwaxx
- 2020: Rain Man (Neue Bühne Wien u. a.); Regie: Marcus Strahl
- 2021: Tschauner Ahoi (Tschauner Bühne, Wien); Regie: Andy Halwaxx
- 2022: 3 Engel für Tschauner (Tschauner Bühne, Wien); Regie: Andy Halwaxx
- 2023: Soul Sisters (Metropol, Wien); Regie: Irene Höllwerth & Petra Kreuzer
- 2023: Lache Bajazzo (Schloss Tabor); Regie: Andy Halwaxx
- 2024: Twist (Metropol, Wien); Regie: Peter Kratochwil

## Kabarett
- 2002: Zwei Seelen – Eine Welt (L.E.O. u. a.), mit Eberhard Wagner
- 2002: Oh wie wohl ist mir frivol (Mödling u. a.), mit Ingrid Siebenhütter
- 2004: Zwei Seelen – K eine Welt (TCF, Wien u. a.), mit Eberhard Wagner
- 2011: Sex & Reden[3] (Wiener Metropol u. a.), mit Nina Blum; Regie: Marcus Ganser[4]
- 2012: Himmel, Hölle, Haider (Akzent Wien u. a.), mit Alfons Haider; Regie: Marcus Ganser[5]
- 2014: Schlaflose Nächte[6] (Orpheum Wien u. a.), mit Nina Blum; Regie: Marcus Ganser
- 2014: MyFall (Metropoldi im Wiener Metropol u. a.), Solokabarett; Regie: Sascha O. Bauer[7]
- 2015: Adventur (Eden Bar Wien u. a.); Regie: Sascha O. Bauer
- 2016: Night & Day (Österreich Tournee), mit Chris Oliver; Regie: Sascha O. Bauer
- 2018: Jetzt oder nie (Orpheum Wien u. a.), mit Nina Blum; Regie: Marcus Ganser

## Fernsehen
- 2005–2010: Tom Turbo
- 2006–2010: Off
- 2009: Schnell ermittelt
- 2009: Lautlose Schreie
- 2010: Tatort – Operation Hiob
- 2010: Willkommen in Wien
- 2010: Das Glück dieser Erde I (2 Folgen)
- 2010: Meine Oma ist die Beste
- 2010: Der Kardinal
- 2010: Eine Couch für alle I (Serie)
- 2011: Oben ohne
- 2011: Eisenhans
- 2011: Zurück ins Leben
- 2011: AMS – Mutris Welt I (Serie)
- 2012: Spuren des Bösen – Racheengel
- 2012, 2021: SOKO Donau – Episoden HR
- 2012: SOKO Kitzbühel
- 2012: Schlawiner II (Folge 3–7)[8]
- 2013: CopStories
- 2014: Hangover in High Heels
- 2015: Am Ende des Sommers
- 2015: Kalahari Gemsen
- 2015: SOKO Kitzbühel (197-"Unsterblich")
- 2016: Sacher
- 2020: SOKO Donau
- 2022: Inga Lindström: Der Autor und ich[9]
- 2022: DRIFT – Partners in crime / Staffel 1 (SKY)
- 2023: Schnell ermittelt

## Film
- 2009: Furcht & Zittern
- 2010: Atmen
- 2011: Zersplitterte Nacht
- 2011: Anfang 80
- 2014: Der letzte Sommer der Reichen
- 2015: Thank You for Bombing (Good morning Kabul)
- 2018: Der Trafikant

## Webserie
- 2015–2020: Horvathslos